# アマンクラト1世
アマンクラト1世（Amangkurat I、生年不詳 - 1677年）は、マタラム王国の第4代スルターン。マタラムの全盛期を築いたスルタン・アグンの息子。

## 生涯

### 専制支配
1645年に父王が死去したため王位を継承し、1646年に正式に即位する。マタラムではススフナン王家の影響力は王都カルタ周辺に限定され、領主層である貴族の勢力が強かったが、アマンクラト1世は王権の強化を図り貴族の粛清を実行し、沿岸部の港を封鎖して貴族の所有する船を破壊し、貴族の経済力を削いだ。また、王都をカルタからプレレドに移し、同地の木造宮殿を赤レンガの豪勢な宮殿に造り変えて自身の権威を高めようとした。これに対し、王族のラデン・マス・アリがウラマーたちの支持を得て反乱を起こしたが、マス・アリの急死により反乱は収束した。反乱の収束後、アマンクラト1世は報復としてウラマーとその家族5,000人を処刑している。
1646年にオランダ東インド会社との間に協定を締結し、オランダ東インド会社がマタラムの港に交易所を開設することを許可して交易権を独占した。同時に双方が抱えていた捕虜の交換も行い、父王の代から対立していたオランダ東インド会社との関係を改善した。
1661年には息子ラデン・ラス・ラマトが反乱を起こしたが、失敗している。1663年には、アマンクラト1世がラス・ラマトの毒殺を試みて失敗している。父子の対立は1668年にアマンクラト1世の側室ララ・オイリとラス・ラマトが密通していたことが発覚して頂点に達した。ラス・ラマトはララ・オイリを殺すことを余儀なくされ、アマンクラト1世は息子に恩赦を与えた。
アマンクラト1世は隣国チレボン王国との同盟強化を進め、娘をチレボン国王パネバハン・アディニンクスマ（パネバハン・ギリラヤ）に嫁がせた。しかし、彼は娘婿が敵対国バンテン王国に接近していると疑い、1677年にパネバハン・アディニンクスマ一家をプレレドに招き、娘婿を処刑した。さらにチレボンを牽制するため、チレボン王太子で自身の孫であるメタウィジャヤとカルタウィジャヤを人質とした。

### トゥルノジョヨの乱と死

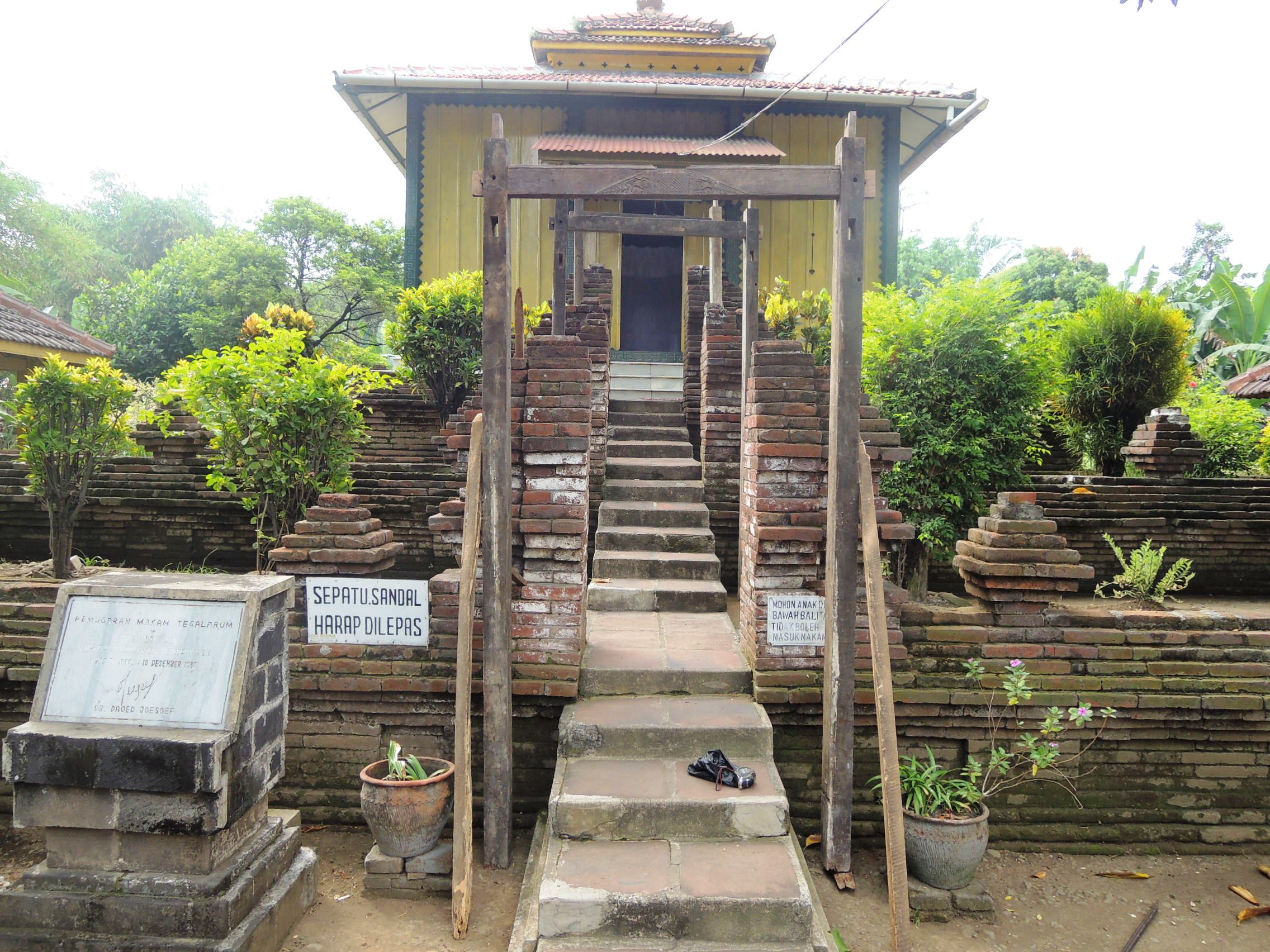
イモギリ陵墓にあるアマンクラト1世の墓

しかし、アマンクラト1世の専制的な統治に対して貴族の不満は高まり、1670年代後半になるとジャワ島東部を端緒として各地で反乱が勃発した。1674年にマドゥラ人の王族トゥルノジョヨがトゥルノジョヨの乱を起こし、彼は1677年6月28日にマカッサルの傭兵を率いてプレレドを占拠した。この反乱はラス・ラマトが支援していたと言われているが、反対勢力を取り込んだトゥルノジョヨはラス・ラマトの指示を受け付けなかった。アマンクラト1世は孫のパンゲラン・プゲルをプレレドに残し、ラス・ラマトと共に西部に逃亡した。トゥルノジョヨはプゲルを人質にしてプレレドを破壊した後、彼の勢力基盤であるジャワ東部のクディリに戻った。『ババッド・タナハ・ジャーウィー』は「プレレドの陥落がマタラム王家の凋落を意味した」と記している。
逃亡先でアマンクラト1世は病気にかかり、さらに「ラス・ラマトが有毒なココナッツ水を与えたため病状が悪化した」と『ババッド・タナハ・ジャーウィー』は記している。7月13日に病死し、遺体はテガルに埋葬された。王位を継いだラス・ラマトは「アマンクラト2世」を名乗り、オランダ東インド会社の支援を得て1679年に反乱を鎮圧した。